# Articaína
La articaína es un anestésico local de acción corta que se utiliza para intervenciones dentales. Pertenece al grupo de las amidas y posee un grupo éster adicional que es rápidamente hidrolizado por esterasas plasmáticas por lo que posee una menor toxicidad que otros fármacos ésteres. Se metaboliza en el hígado y se elimina por el riñón.

## Historia
Se introdujo en 1974 por los trabajos de Muschaweck y Rippel, pero su uso clínico se inició en 1984. Fue aprobado por la FDA en abril de 2000.

## Estructura
La estructura amida es similar a la de otros anestésicos locales, pero su estructura molecular difiere a través de la presencia de un anillo de tiofeno en lugar de un anillo de benceno.

## Fórmula
C13H20N2O3S

## Mecanismo de Acción
- Articaína. Ocasiona un bloqueo reversible de la conducción nerviosa al disminuir la permeabilidad al sodio de la membrana de las células nerviosas. Esta reducción disminuye la despolarización de la membrana aumentando el umbral necesario para excitabilidad eléctrica. El bloqueo se produce en todas las fibras nerviosas pero los efectos son mayores entre los nervios autónomos, que, en los sensoriales, y en estos mayores que en los motores. Como resultado se pierde la sensibilidad al dolor, temperatura, tacto, propiocepción y tono muscular.

- Epinefrina: Se emplea en combinación con anestésicos locales, para aumentar la duración de la anestesia. Actúa como vasoconstrictor para promover la hemostasia local y reducir la absorción sistémica del anestésico local. Estimula el sistema nervioso simpático (receptores alfa y beta), lo que provoca el aumento de la frecuencia cardíaca, gasto cardíaco y circulación coronaria.[1]

## Farmacocinética y farmacodinamia
Se administra por vía submucosa.
- Tiempo de acción: 60-75 minutos

- Tiempo de inducción: relativamente corto, puede ser de 1 a 3 minutos

- Vida media: 0.5 horas

- Dosis máxima: 7 mg/kg[2]

## Indicaciones y Posología
- Adolescentes: Para intervenciones sencillas se recomiendan dosis de 0.76 a 6.65mg/kg y para intervenciones complejas la dosis recomendada es de 0.37 a 7 mg/kg. No se recomienda administrar dosis mayores a 7 mg (0.175ml/kg).

- Adultos: Para infiltración las dosis recomendadas son de 0.5-2.5ml (20/100 mg Articaína), para realizar un bloqueo es de 0.5-3.5 ml (20/136 mg Articaína) y para cirugía oral la dosis recomendada es de 1-5.1 mi (40/204 mg Articaína).

- Ancianos: Las dosis se deberán reducir en función de la presencia de enfermedades cardiacas o hepáticas.[1]

## Contraindicaciones
Se debe evitar la administración intravenosa, intraarterial de la articaína-epinefrina. La administración por cualquiera de estas vías puede ocasionar efectos tóxicos, provocando paro cardíaco. Para evitar la inyección intravascular accidental se debe realizar una aspiración antes de inyectar la dosis.
Ante su administración intraarterial se pueden experimentar efectos secundarios a nivel del SNC. Los pacientes con enfermedades vasculares y con hipertensión pueden experimentar una respuesta depresora exagerada cuando son tratados con articaína-epinefrina debido a los efectos vasoconstrictores de la epinefrina. Estos efectos pueden presentarse más intensos en acianos.
Los preparados de articaína-epinefrina están contraindicados para pacientes con hipersensibilidad al bisulfito (preservativo de la epinefrina).
Se recomienda reducir la dosis y tener precaución al administrar articaína-epinefrina a pacientes con enfermedades hepáticas, ya que son más susceptibles a la toxicidad potencial del fármaco.
Por su contenido en epinefrina, los anestésicos locales que contienen este producto vasoconstrictor pueden ocasionar necrosis tisular y gangrenas si se inyectan en extremidades como: dedos, nariz, o genitales.
Está contraindicada en niños menores a 4 años de edad y su uso en mujeres embarazadas, ya que esta dupla está clasificada en la categoría C de riesgo en el embarazo. Y se debe tener precaución en su administración en mujeres durante la lactancia, ya que se desconoce si se secreta en la leche materna.

## Indicaciones
- Anestesia local (por infiltración y bloqueo del nervio)
  - Para procedimientos menores: Clorhidrato de Articaína 4% / epinefrina 1:50000
  - Para procedimientos complicados: Clorhidrato de Articaína 4% / epinefrina 1:100000[3]

- Extracciones dentales simples o múltiples, con periodontitis apical o de dientes fracturados

- Intervenciones en tejidos infectados

- Cirugía maxilo-facial

- Intervenciones quirúrgicas óseas y a nivel de mucosa que requieren una isquemia más acentuada y una mayor duración.[4]

## Clasificación en el embarazo
La asociación de articaína-epinefrina se incluye en la categoría C de riesgo en el embarazo. Debe evitarse en mujeres embarazadas. Puede excretarse a través de la leche materna.

## Interacciones
Los pacientes hipertensos que se encuentran bajo tratamiento, pueden experimentar efectos hipotensores adicionales.
Los anestésicos locales pueden antagonizar los efectos inhibidores de la colinesterasa (fármaco empleado para el tratamiento de miastenia), ya que impide la transmisión neuronal en el músculo esquelético.
Pueden aumentar los efectos vagales y depresores de la respiración de los opiáceos, además se descrito un aumento de la susceptibilidad a la epinefrina en los pacientes tratados con cocaína, bretilium, reserpina y antidepresivos tricíclicos, por lo que se debe administrar con precaución a los pacientes bajo este tratamiento.

## Efectos adversos
Puede tener reacciones adversas, como:
- Trastornos del sistema inmunológico

Reacciones alérgicas o de hipersensibilidad de tipo alérgico.
- Trastornos del sistema nervioso

Parestesia, hipoestesia; cefaleas (debidas probablemente a la epinefrina); y mareos.
- Trastornos oculares

Trastornos temporales de la visión (visión borrosa, ceguera, visión doble)
- Trastornos vasculares y cardíacos

Taquicardia, arritmias cardíacas, aumento de la presión arterial, hipotensión, bradicardia, insuficiencia cardíaca y shock (potencialmente mortal).
- Trastornos gastrointestinales

Náuseas, vómitos.
- Trastornos generales y alteraciones en el lugar de administración

La inyección intravascular inadvertida podría provocar el desarrollo de zonas isquémicas en el punto de inyección, que a veces evolucionan a necrosis.
Por su contenido en metabisulfito de sodio, el producto puede provocar reacciones de hipersensibilidad. Pueden manifestarse como vómitos, diarrea, sibilancias, ataques agudos de asma, afectación de la consciencia o shock.